# Mogomotho
Mogomotho is een dorp in het district North-West in Botswana. De plaats telt 843 inwoners (2011).